# Willimantic (Maine)
Willimantic ist eine Town im Piscataquis County des Bundesstaates Maine in den Vereinigten Staaten. Im Jahr 2020 lebten dort 134 Einwohner in 281 Haushalten auf einer Fläche von 124,09 km².

## Geographie
Nach dem United States Census Bureau hat Willimantic eine Gesamtfläche von 124,09 km², von der 111,84 km² Land sind und 12,25 km² aus Gewässern bestehen.

### Geographische Lage
Willimantic liegt im Süden des Piscataquis Countys und nordwestlich des Sebec Lakes. Es befinden sich weitere, kleinere Seen auf dem Gebiet der Town und im Norden grenzen der Big Greenwood Pond, der Lake Onawa und der Big Benson Pond an. Die Oberfläche ist leicht hügelig und die höchste Erhebung ist der im Norden gelegene, 344 m hohe Greenwood Mountain.

### Nachbargemeinden
Alle Entfernungen sind als Luftlinien zwischen den offiziellen Koordinaten der Orte aus der Volkszählung 2010 angegeben.
- Norden: Northeast Piscataquis, Unorganized Territory, 71,7 km
- Osten: Bowerbank, 11,2 km
- Südosten: Dover-Foxcroft, 20,2 km
- Süden: Guilford, 11,3 km
- Südwesten: Abbot, 15,6 km
- Westen: Monson, 9,4 km

### Stadtgliederung
In Willimantic gibt es mehrere Siedlungsgebiete: Earley Landing, Goodell Corner, Norton, Number Eight, Packard Landing, Sebec Lake und Willimantic.

### Klima
Die mittlere Durchschnittstemperatur in Willimantic liegt zwischen −11,1 °C (12 °F) im Januar und 19,4 °C (67 °F) im Juli. Damit ist der Ort gegenüber dem langjährigen Mittel der USA um etwa 9 Grad kühler. Die Schneefälle zwischen Oktober und Mai liegen mit bis zu zweieinhalb Metern mehr als doppelt so hoch wie die mittlere Schneehöhe in den USA; die tägliche Sonnenscheindauer liegt am unteren Rand des Wertespektrums der USA.

## Geschichte
Besiedelt wurde das Gebiet von Willimantic 1826, durch Aquilla Davis. Der Grant für dieses Gebiet befand sich zuvor im Besitz des Harvard Colleges, welches das Land dann verkaufte. In den 1850er Jahren lebten etwa 14 Familien in dem Gebiet.
Willimantic wurde am 22. Februar 1881 als Town unter dem Namen Howard organisiert. Der Name wurde 1883 in Willimantic geändert. Ursprünglich wurde das Gebiet als Township No. 8, Eighth Range North of Waldo Patent (T8 R8 NWP) vermessen und vor 1860 als Plantation No. 8, Eighth Range zu Wahlzwecken organisiert, dann im Jahr 1860 ebenfalls zu Wahlzwecken als Howard Plantation. Der Name Howard geht auf den frühen Siedler Abijah Howard aus Vermont zurück.
Der Name Willimantic soll sich von einem indianischen Wort ableiten, welches übersetzt „Ort der schnellen Fließgewässer“ bedeutet, was passend wäre. Jedoch wurde Willimantic nach Willimantic, Connecticut, benannt. In Willimantic, Connecticut war die Baumwollspinnerei Jillson Brothers beheimatet, die Land in Howard, an den Greeley Wasserfällen kaufte. Die Willimantic Linen Company errichtete im Jahr 1880 eine Fabrik für Holzspulen in Willimantic, welche zu einem Bevölkerungswachstum beitrug. Nach der Schließung der Fabrik im Jahr 1903 zogen viele Familien nach Milo, um dort Arbeit zu finden. Die Gebäude wurden von William Earley aufgekauft, der ein Hotel errichtete und weiteres Land für ein Feriencamp erwarb. Dieses wurde 1965 verkauft und in „Two Falls Camp“ umbenannt.

### Einwohnerentwicklung
| Volkszählungsergebnisse – Town of Willimantic, Maine | Volkszählungsergebnisse – Town of Willimantic, Maine | Volkszählungsergebnisse – Town of Willimantic, Maine | Volkszählungsergebnisse – Town of Willimantic, Maine | Volkszählungsergebnisse – Town of Willimantic, Maine | Volkszählungsergebnisse – Town of Willimantic, Maine | Volkszählungsergebnisse – Town of Willimantic, Maine | Volkszählungsergebnisse – Town of Willimantic, Maine | Volkszählungsergebnisse – Town of Willimantic, Maine | Volkszählungsergebnisse – Town of Willimantic, Maine | Volkszählungsergebnisse – Town of Willimantic, Maine |
| Jahr                                                 | 1800                                                 | 1810                                                 | 1820                                                 | 1830                                                 | 1840                                                 | 1850                                                 | 1860                                                 | 1870                                                 | 1880                                                 | 1890                                                 |
| ---------------------------------------------------- | ---------------------------------------------------- | ---------------------------------------------------- | ---------------------------------------------------- | ---------------------------------------------------- | ---------------------------------------------------- | ---------------------------------------------------- | ---------------------------------------------------- | ---------------------------------------------------- | ---------------------------------------------------- | ---------------------------------------------------- |
| Einwohner                                            |                                                      |                                                      |                                                      |                                                      |                                                      |                                                      |                                                      | 267                                                  |                                                      | 446                                                  |
| Jahr                                                 | 1900                                                 | 1910                                                 | 1920                                                 | 1930                                                 | 1940                                                 | 1950                                                 | 1960                                                 | 1970                                                 | 1980                                                 | 1990                                                 |
| Einwohner                                            | 419                                                  | 271                                                  | 196                                                  | 173                                                  | 188                                                  | 189                                                  | 137                                                  | 126                                                  | 164                                                  | 170                                                  |
| Jahr                                                 | 2000                                                 | 2010                                                 | 2020                                                 | 2030                                                 | 2040                                                 | 2050                                                 | 2060                                                 | 2070                                                 | 2080                                                 | 2090                                                 |
| Einwohner                                            | 135                                                  | 150                                                  | 134                                                  |                                                      |                                                      |                                                      |                                                      |                                                      |                                                      |                                                      |

## Kultur und Sehenswürdigkeiten

### Bauwerke
In Willimantic wurden zwei Bauwerke unter Denkmalschutz gestellt und ins National Register of Historic Places aufgenommen.
- Norton`s Corner School, 2015 unter der Register-Nr. 15000418.[10]
- Hathaway Barn, 2003 unter der Register-Nr. 03000288.[11]

## Wirtschaft und Infrastruktur

### Verkehr
Die Maine State Route 150 verläuft in westöstlicher Richtung durch das Gebiet von Willimantic.

### Öffentliche Einrichtungen
In Willimantic gibt es keine medizinischen Einrichtungen oder Krankenhäuser. Nächstgelegene Einrichtungen für die Bewohner von Willimantic befinden sich in Dover-Foxcroft.
Die Bücherei von Willimantic befindet sich im Gebäude der ehemaligen Norton Corner’s School.

### Bildung
Für die Schulbildung in Willimantic ist das Willimantic School Department zuständig.